# Jordan Norberto
Jordan Norberto (Nagua, María Trinidad Sánchez, 8 de diciembre de 1986) es un exlanzador dominicano que jugó en las Grandes Ligas (MLB) para los Arizona Diamondbacks y los Oakland Athletics.
Jugo para los Chunichi Dragons y los Tokyo Yakult Swallows de la liga japonesa.
Norberto fue firmado originalmente como amateur por los Diamondbacks de Arizona el 4 de julio de 2004. Hizo el roster del equipo el Día Inaugural en 2010.
El 31 de julio de 2011, Norberto fue canjeado por los Diamondbacks a los Atléticos de Oakland junto a Brandon Allen por Brad Ziegler.